# Деймос (супутник)
Деймос (грец. Δείμος «жах») — менший і віддаленіший з двох супутників Марса. Найбільший розмір — 15 км, форма неправильна. Відкритий Асафом Голлом 12 серпня 1877 року; названий на честь Деймоса — персоніфікації жаху в давньогрецької міфології, сина й супутника Ареса. Як і Фобос, завжди повернутий до Марса одним боком. Вважається, що Деймос є захопленим астероїдом із головного поясу.
Поверхня Деймоса червонувата й дуже темна, її коефіцієнт відбиття становить всього 7 відсотків — приблизно вдвічі менше, ніж у поверхні Місяця. Ці факти й низька середня густина супутника (близько 1,5 грам на кубічний сантиметр) вказують, що Деймос подібний за складом до астероїдів типу D, що містять вуглець та кригу. Через малу масу Деймоса його гравітація дуже слабка — друга космічна швидкість на поверхні складає лише 20 км/год (близько 5 м/с).

## Деталі рельєфу
Поверхня Деймоса набагато більш гладенька, ніж у Фобоса, бо більшість кратерів покрита тонкозернистим реголітом. Там нема й притаманних Фобосу борозен. Ймовірно, частина речовини, викинутої при ударах метеоритів, довго залишалася на орбіті навколо супутника, поступово осаджуючись і приховуючи нерівності рельєфу. Товщина цього шару може досягати 100 метрів.
Станом на 2019 рік на Деймосі тільки дві деталі поверхні мають власні імена. Це кратери Свіфт (діаметром 1 км) і Вольтер (1,9 км). Вони названі на честь письменників (Джонатана Свіфта й Вольтера), які передбачили існування в Марса двох супутників ще до їхнього відкриття. Обидва кратери отримали назви у 1973 році.
На початку 2023 року, марсіанський орбітальний апарат ОАЕ Hope Probe в ході місії Хесса Аль-Матруші виконав фотографування Деймоса. Науковцям вдалося з'ясувати, що Деймос складається з тих самих матеріалів, що й сам Марс, а це означає, що супутник утворився одночасно з Марсом, а не є захопленим астероїдом, як вважалося раніше, також його ширина становить лише 12,4 км.

## Пророкування про два супутники
Припущення про існування в Марса двох супутників висловив Йоганн Кеплер у 1610 році. Він виходив із таких міркувань: якщо в Землі є один супутник, а в Юпітера — чотири, то кількість супутників зростає в геометричній прогресії. За цією логікою у Марса повинно бути два супутники.
У 3-й частині розділу 3 «Мандрів Гулівера» (1726) Джонатана Свіфта, яка описує летючий острів Лапута, говориться, що астрономи Лапути відкрили два супутники Марса на орбітах, рівних 3 і 5 діаметрам Марса з періодами обертання відповідно 10 і 21,5 год. Реально Фобос і Деймос перебувають на відстані 1,4 і 3,5 діаметра Марса від центру планети, а їх періоди — 7,6 і 30,3 год.

## Цікаві факти
У травні 2025 року марсохід «Персеверанс» зафіксував унікальне зображення Деймоса. Зображення було отримане за допомогою однієї з навігаційних камер, встановлених на щоглі марсоходу. Знімок зафіксував об'єкт на тлі зірок, однак вчені не можуть точно пояснити, як саме він потрапив у поле зору камери марсоходу.